# 11 mars aux Jeux paralympiques d'hiver de 2014
Pour un article plus général, voir Jeux paralympiques d'hiver de 2014.
Le 11 mars aux Jeux paralympiques d'hiver de 2014 est le quatrième jour de compétition.

## Programme
| Heure UTC+4 (Sotchi)                          |               |
| bleu                                          | Cérémonie     |
| neutre                                        | Épreuve       |
| or                                            | Finale        |
| orange                                        | Petite finale |
| rose                                          | Reporté       |
| gris                                          | Annulé        |
| Compétition masculine                         | Hommes        |
| Compétition féminine                          | Femmes        |
| Compétition mixte (hommes et femmes mélangés) | Mixte         |
| Compétition en couple (1 homme et 1 femme)    | Couple        |
| modifier                                      |               |

L'heure indiquée est celle de Sotchi, pour l'heure Française il faut enlever 3 heures.
| Horaire | Discipline Spécialité | Discipline Spécialité                         | Discipline Spécialité | Phase                         | Résultats                                                  | Références         |
| 09:30   |                       | Ski alpin Slalom du Super combiné malvoyants  |                       | Manche de compétition         |                                                            |                    |
| 09:30   |                       | Curling                                       |                       | Phase préliminaire 7e session | 7-4                                                        |                    |
| 09:30   |                       | Curling                                       |                       | Phase préliminaire 7e session | 4-13                                                       |                    |
| 09:30   |                       | Curling                                       |                       | Phase préliminaire 7e session | 7-4                                                        |                    |
| 09:30   |                       | Hockey sur luge                               |                       | Manche préliminaire Groupe B  | 1-2                                                        |                    |
| 09:45   |                       | Ski alpin Slalom du Super combiné debout      |                       | Manche de compétition         | -                                                          |                    |
| 10:00   |                       | Biathlon 10 km assis                          |                       | Finale                        | Anja Wicker · Svetlana Konovalova · Lyudmyla Pavlenko      | [ 1 ]              |
| 10:10   |                       | Ski alpin Slalom du Super combiné assis       |                       | Manche de compétition         | -                                                          |                    |
| 10:25   |                       | Ski alpin Slalom du Super combiné malvoyants  |                       | Manche de compétition         | -                                                          |                    |
| 10:48   |                       | Biathlon 12,5 km assis                        |                       | Finale                        | Roman Petushkov · Alexey Bychenok · Grigory Murygin        | [ 1 ]              |
| 10:50   |                       | Ski alpin Slalom du Super combiné debout      |                       | Manche de compétition         | -                                                          |                    |
| 11:30   |                       | Ski alpin Slalom du Super combiné assis       |                       | Manche de compétition         | -                                                          |                    |
| 13:00   |                       | Biathlon 10 km debout                         |                       | Finale                        | Alena Kaoufman · Oleksandra Kononova · Natalia Bratiuk     | [ 1 ]              |
| 13:00   |                       | Hockey sur luge                               |                       | Manche préliminaire Groupe A  | 2-0                                                        |                    |
| 13:20   |                       | Biathlon 12,5 km debout                       |                       | Finale                        | Azat Karachurin · Nils-Erik Ulset · Mark Arendz            | [ 1 ]              |
| 14:30   |                       | Biathlon 10 km malvoyants                     |                       | Finale                        | Mikhalina Lyssova · Iuliia Budaleeva · Oksana Shyshkova    | [ 1 ]              |
| 14:45   |                       | Biathlon 12,5 km malvoyants                   |                       | Finale                        | Vitaliy Lukyanenko · Nikolay Polukhin · Vasili Shaptsiaboi | [ 1 ]              |
| 15:30   |                       | Ski alpin Super-G du Super combiné malvoyants |                       | -                             | -                                                          | reporté au 14 mars |
| 15:30   |                       | Curling                                       |                       | Phase préliminaire 8e session | 3-7                                                        |                    |
| 15:30   |                       | Curling                                       |                       | Phase préliminaire 8e session | 9-3                                                        |                    |
| 15:30   |                       | Curling                                       |                       | Phase préliminaire 8e session | 5-8                                                        |                    |
| 15:30   |                       | Curling                                       |                       | Phase préliminaire 8e session | 7-6                                                        |                    |
| 15:40   |                       | Ski alpin Super-G du Super combiné debout     |                       | -                             | -                                                          | reporté au 14 mars |
| 16:00   |                       | Ski alpin Super-G du Super combiné assis      |                       | -                             | -                                                          | reporté au 14 mars |
| 16:10   |                       | Ski alpin Super-G du Super combiné malvoyants |                       | -                             | -                                                          | reporté au 14 mars |
| 16:30   |                       | Hockey sur luge                               |                       | Manche préliminaire Groupe B  | 1-2                                                        |                    |
| 16:30   |                       | Ski alpin Super-G du Super combiné debout     |                       | -                             | -                                                          | reporté au 14 mars |
| 17:05   |                       | Ski alpin Super-G du Super combiné assis      |                       | -                             | -                                                          | reporté au 14 mars |
| 20:00   |                       | Hockey sur luge                               |                       | Manche préliminaire Groupe A  | 1-0                                                        |                    |

### Médailles du jour
| Rang  | Nation      | Or | Argent | Bronze | Total |
| ----- | ----------- | -- | ------ | ------ | ----- |
| 1     | Russie      | 4  | 4      | 2      | 10    |
| 2     | Ukraine     | 1  | 1      | 2      | 4     |
| 3     | Allemagne   | 1  | 0      | 0      | 1     |
| 4     | Norvège     | 0  | 1      | 0      | 1     |
| 5     | Canada      | 0  | 0      | 1      | 1     |
| =     | Biélorussie | 0  | 0      | 1      | 1     |
| Total | Total       | 6  | 6      | 6      | 18    |